# Facundo Sava
Facundo Sava (Ituzaingó, Buenos Aires, Argentina, 7 de marzo de 1974) es un exfutbolista y actual entrenador argentino que jugaba como delantero. Actualmente dirige a Sarmiento de Junín.
Como futbolista profesional convirtió más de cien goles en la Primera División de Argentina, de los cuales la mayoría fueron en Gimnasia y Esgrima La Plata (donde además es uno de los máximos goleadores históricos) y Racing Club. El 26 de diciembre de 2014 es homenajeado por Racing Club llamando a su filial en Jujuy Facundo Sava.
Como su padre Alberto Sava, Facundo es psicólogo social, de la escuela de Enrique Pichon Rivière. En 2010 publicó el libro Los colores del fútbol (Ediciones Al Arco).

## Trayectoria

### Como jugador

#### Inicios
Comenzó en el fútbol en el Club Atlético Argentino de Ituzaingo CAAI, donde estuvo dos años. Luego se probaría en las inferiores del Club Atlético Ituzaingó jugando desde 1988 a los 14 años de edad como volante central, hasta que mediante un convenio el club lo cede a Ferro Carril Oeste.
Debutó en Ferro Carril Oeste el 31 de octubre de 1993 en el empate a 1 contra Huracán; por la 8.ª fecha del Apertura 1993. En aquel equipo, dirigido por Carlos Timoteo Griguol, eran titulares jugadores como Germán Burgos y El Ratón Ayala. Su primer gol fue en un empate con Gimnasia y Tiro de Salta, por la 11.ª fecha de ese mismo torneo.
En el año 1996 fue transferido a Club Atlético Boca Juniors por expreso pedido de Carlos Salvador Bilardo, por la cifra de un 1 millón de dólares. Sin embargo, es transferido a Gimnasia y Esgrima La Plata después de solo un semestre en el que disputó un puñado de encuentros. Pese a eso, y a la pobre campaña del equipo, Sava tendría una valoración positiva de su paso por el equipo xeneize:

"En Boca me fue bárbaro, un tiempo de crecimiento notable. Yo venía de Ferro y en verdad ingresé a otro mundo, en una etapa del club que no era sencilla, pero a la que yo le dí la importancia que tenía para mi carrera. Aprendí mucho con Bilardo y también con el Bambino Veira. Había dirigentes muy profesionales, gente exigente como a mí me gusta. Yo era chico, estuve poco tiempo pero cada vez que me tocaba entrar lo hacía con plena satisfacción. No hice goles, pero nunca me quejé por eso. Para mí fue una experiencia fantástica. Y me llenó de orgullo que una noche, bien tarde, Bilardo me llamara a mi casa para agradecerme todo lo que había dado por la camiseta. “Seguí así, que te va a ir bárbaro”, me dijo, y eso no lo voy a olvidar jamás.".
El Gráfico (2 de junio de 2010).

#### Llegada al Fulham
En el año 2002, fue vendido al Fulham de Inglaterra en 2 millones de libras esterlinas. Fue el único fichaje que hizo Franco Baresi como director deportivo, mientras el técnico Jean Tigana estaba de vacaciones. Durante su etapa en el club inglés, celebraba los goles poniéndose una máscara que se sacaba de la media; explicó que venía de su etapa en Gimnasia cuando los hinchas tiraban mascarillas al terreno de juego. Afectado por una lesión, Sava jugó solo seis partidos en 2003-04, anotando una vez para el equipo de Chris Coleman.

#### España
El 27 de agosto de 2004, fue cedido al Celta de Vigo, que había perdido al delantero estrella Savo Milošević. Hizo su debut el 4 de septiembre como suplente en la victoria en casa por 1-0 sobre el Gimnàstic de Tarragona. Veintidós días después, jugó el partido completo y marcó su primer gol en su quinto partido, para abrir un empate 1-1 ante el Real Murcia; aportó tres goles en 26 partidos, principalmente como suplente, ya que el equipo volvió a LaLiga como subcampeón del Cádiz CF.
En la temporada 2005-06, Sava fichó cedido por otro equipo de la segunda división española, el Lorca Deportiva de Unai Emery. Contribuyó con siete goles en 38 juegos para ayudar a terminar en quinto lugar; esto incluyó dos el 20 de noviembre en una victoria en casa por 4-0 sobre el Hércules CF. 

#### Regreso a la Argentina
Fue uno de los seis jugadores del Fulham liberados en mayo de 2006. Retornó en el año 2006 a la Argentina para jugar en Racing Club de Avellaneda. Facundo Sava llegó a los 100 goles en un partido contra Rosario Central en cancha de Racing.
Luego de terminar el Torneo Clausura 2008, Facundo Sava fue transferido a Arsenal Fútbol Club por un año, donde ganó la Copa Suruga Bank 2008. En 2010 pasó a Quilmes, con el que ascendió a Primera División. En julio de 2010 volvió al Club Ferro Carril Oeste, donde había debutado 17 años atrás, y luego de poco tiempo decidió su retiro el 18 de septiembre de 2010.

### Como entrenador

#### San Martin (SJ)
El 23 de abril de 2012, asumió su primer trabajo como técnico como entrenador de San Martín de San Juan, habiendo sido previamente asistente. Hizo su debut cinco días después, en una victoria en casa por 1-0 en la máxima categoría sobre Godoy Cruz. El 4 de septiembre, tras perder los cinco partidos de la nueva temporada, fue despedido.

#### Unión de Santa Fe
A principios de 2013, sucedió a Nery Pumpido en Unión de Santa Fe. Mantuvo su trabajo después del descenso, pero fue despedido en diciembre cuando el equipo cayó de los puestos de ascenso de la B Nacional.

#### O'Higgins
En mayo de 2014, fue designado por el club O'Higgins de la Primera División de Chile como reemplazo de su compatriota Eduardo Berizzo. En enero siguiente, fue destituido tras una derrota ante Universidad de Concepción.

#### Quilmes
Fue contratado por su antiguo equipo Quilmes en julio de 2015. Luego de una buena campaña, fue contactado por Racing Club para reemplazar a Diego Cocca, cosa que al final se dio porque Racing pago 3 millones de pesos para liberarlo.

#### Racing Club
Hizo su debut el 4 de febrero de 2016 en su primer partido continental, un empate 2-2 ante el Puebla de México para la ronda de clasificación de la Copa Libertadores, y finalmente fue eliminado por el Atlético Mineiro de Brasil en octavos de final. El presidente del club, Víctor Blanco, confirmó a Sava como entrenador por el resto del año, pero decidió marcharse y fue reemplazado por Ricardo Zielinski antes del comienzo de la nueva temporada.

#### Tigre
En marzo de 2017, fue contratado por dos años en Tigre. El 3 de junio del mismo año, anunció su renuncia tras una derrota en casa por 3-0 ante Vélez Sarsfield.

#### Gimnasia (LP)
En enero de 2018, se oficializó su llegada a Gimnasia donde había desarrollado su carrera como futbolista 16 años antes. Decidió presentar la renuncia el 21 de abril, tras lograr dos victorias y tres empates en 12 partidos.

#### Segunda etapa en Quilmes
Regresó a Quilmes en diciembre de 2019. En 2021, el equipo llegó a la final de la eliminatoria de ascenso, perdiendo en los penaltis ante Barracas Central tras empatar sin goles el 21 de diciembre. Al día siguiente, anunció que no continuaría en el Cervecero.

#### Patronato
En marzo de 2022 regresó a la máxima categoría, siendo contratado por Patronato para el resto del año. Guio al equipo a la obtención de la Copa Argentina, ganando 2-1 a Gimnasia en octavos de final, en los penaltis ante River Plate en cuartos de final, y de la misma manera ante Boca Juniors en semifinales, antes de derrotar a Talleres de Córdoba por la mínima en la final disputada el 31 de octubre. Días después, anunció que no renovaría su contrato.

#### Cerro Porteño
El 9 de febrero de 2023, fue oficializado como entrenador de Cerro Porteño por 12 meses. En julio del mismo año, presentó su renuncia luego de una serie de malos resultados.

#### Sarmiento
En octubre de 2023, Sava fue anunciado como entrenador de Sarmiento de Junín.Luego de dirigir solamente cuatro encuentros y salvar al club del descenso, decidió renunciar el 29 de noviembre.

#### Huracán
El 30 de diciembre de 2023, fue confirmado como entrenador de Huracán y firmó un contrato por 12 meses. En febrero de 2024, presentó su renuncia al cargo luego de una serie de malos resultados en la Copa de la Liga Profesional.

#### Atlético Tucumán
En febrero de 2024, fue oficializado como entrenador de Atlético Tucumán.Un año más tarde, presentó su renuncia al cargo tras un mal comienzo en la temporada que se hizo efectiva el 9 de febrero del 2025.

#### Segunda etapa en Sarmiento
El 6 de agosto de 2025, asumió al frente de Sarmiento de Junín por segunda vez.

## Estadísticas

### Como jugador
| Club | Div                 | Temporada           | Liga nacionales(1) | Liga nacionales(1) | Copas nacionales(2) | Copas nacionales(2) | Torneos internacionales(3) | Torneos internacionales(3) | Total | Total | Media goleadora(4) |
| Club | Div                 | Temporada           | Part.              | Goles              | Part.               | Goles               | Part.                      | Goles                      | Part. | Goles | Media goleadora(4) |
| --- | ------------------- | ------------------- | ------------------ | ------------------ | ------------------- | ------------------- | -------------------------- | -------------------------- | ----- | ----- | ------------------ |
| Ferro Carril Oeste Argentina | 1.ª                 | 1993-94             | 27                 | 3                  | —                   | —                   | —                          | —                          | 27    | 3     | 0.11               |
| Ferro Carril Oeste Argentina | 1.ª                 | 1994-95             | 18                 | 1                  | —                   | —                   | —                          | —                          | 18    | 1     | 0.06               |
| Ferro Carril Oeste Argentina | 1.ª                 | 1995-96             | 34                 | 5                  | —                   | —                   | —                          | —                          | 34    | 5     | 0.15               |
| Ferro Carril Oeste Argentina | 1.ª                 | 1996                | 1                  | 0                  | —                   | —                   | —                          | —                          | 1     | 0     | 0,00               |
| Ferro Carril Oeste Argentina | 2.ª                 | 2010                | 6                  | 2                  | —                   | —                   | —                          | —                          | 6     | 2     | 0.33               |
| Ferro Carril Oeste Argentina | Total club          | Total club          | 86                 | 11                 | 0                   | 0                   | 0                          | 0                          | 86    | 11    | 0.13               |
| Boca Juniors Argentina | 1.ª                 | 1996                | 7                  | 0                  | —                   | —                   | —                          | —                          | 7     | 0     | 0,00               |
| Gimnasia y Esgrima LP Argentina | 1.ª                 | 1997                | 18                 | 2                  | —                   | —                   | —                          | —                          | 18    | 2     | 0.11               |
| Gimnasia y Esgrima LP Argentina | 1.ª                 | 1997-98             | 32                 | 8                  | —                   | —                   | —                          | —                          | 32    | 8     | 0.25               |
| Gimnasia y Esgrima LP Argentina | 1.ª                 | 1998-99             | 28                 | 10                 | —                   | —                   | —                          | —                          | 28    | 10    | 0.36               |
| Gimnasia y Esgrima LP Argentina | 1.ª                 | 1999-00             | 35                 | 12                 | —                   | —                   | —                          | —                          | 35    | 12    | 0.34               |
| Gimnasia y Esgrima LP Argentina | 1.ª                 | 2000-01             | 34                 | 12                 | —                   | —                   | —                          | —                          | 34    | 12    | 0.35               |
| Gimnasia y Esgrima LP Argentina | 1.ª                 | 2001-02             | 34                 | 23                 | —                   | —                   | —                          | —                          | 34    | 23    | 0.68               |
| Gimnasia y Esgrima LP Argentina | Total club          | Total club          | 181                | 67                 | 0                   | 0                   | 0                          | 0                          | 181   | 67    | 0.37               |
| Fulham FC Inglaterra | 1.ª                 | 2002-03             | 20                 | 5                  | 6                   | 1                   | 7                          | 0                          | 33    | 6     | 0.18               |
| Fulham FC Inglaterra | 1.ª                 | 2003-04             | 7                  | 1                  | 3                   | 0                   | —                          | —                          | 10    | 1     | 0.10               |
| Fulham FC Inglaterra | Total club          | Total club          | 27                 | 6                  | 9                   | 1                   | 7                          | 0                          | 43    | 7     | 0.16               |
| Celta de Vigo · España | 2.ª                 | 2004-05             | 26                 | 3                  | —                   | —                   | —                          | —                          | 26    | 3     | 0.12               |
| Lorca Deportiva · España | 2.ª                 | 2005-06             | 38                 | 7                  | 1                   | 0                   | —                          | —                          | 39    | 7     | 0.18               |
| Racing Club Argentina | 1.ª                 | 2006-07             | 31                 | 16                 | —                   | —                   | —                          | —                          | 31    | 16    | 0.52               |
| Racing Club Argentina | 1.ª                 | 2007-08             | 35                 | 13                 | —                   | —                   | —                          | —                          | 35    | 13    | 0.37               |
| Racing Club Argentina | Total club          | Total club          | 66                 | 29                 | 0                   | 0                   | 0                          | 0                          | 66    | 29    | 0.44               |
| Arsenal Argentina | 1.ª                 | 2008-09             | 21                 | 3                  | —                   | —                   | 5                          | 2                          | 26    | 5     | 0.19               |
| Quilmes AC Argentina | 2.ª                 | 2009-10             | 22                 | 8                  | —                   | —                   | —                          | —                          | 22    | 8     | 0.36               |
| Total en su carrera | Total en su carrera | Total en su carrera | 474                | 134                | 10                  | 1                   | 12                         | 2                          | 496   | 137   | 0.28               |
| (1) Incluye datos de promoción por el descenso (2007-08). (2) Incluye datos de Copa de la Liga de Inglaterra (2002-04); FA Cup (2002-04) y Copa del Rey (2005-06). (3) Incluye datos de Copa Intertoto de la UEFA (2002); Copa de la UEFA (2002-03); Copa Suruga Bank (2008); Recopa Sudamericana (2008) y Copa Sudamericana (2008-09). (4) Media de goles por encuentro. No incluye goles en partidos amistosos. |                     |                     |                    |                    |                     |                     |                            |                            |       |       |                    |

### Hat-tricks
| 1 | 18 de octubre de 1998   | Juan Carmelo Zerillo, La Plata | Gimnasia y Esgrima LP - Colón |  | 4 - 2 | Apertura 1998          |
| 2 | 19 de marzo de 2000     | Juan Carmelo Zerillo, La Plata | Gimnasia y Esgrima LP - Colón |  | 6 - 6 | Clausura 2000          |
| 3 | 23 de noviembre de 2002 | Loftus Road, Londres           | Fulham - Liverpool            |  | 3 - 2 | Premier League 2002-03 |

### Como entrenador
| Equipo                       | Div.                | Temporada           | Liga | Liga | Liga | Liga |    | Copa | Copa | Copa | Copa |   | Internacional | Internacional | Internacional | Internacional |   | Otros | Otros | Otros | Otros |     | Totales     | Totales | Totales | Totales | Totales | Totales | Totales | Totales |
| Equipo                       | Div.                | Temporada           | PD   | G    | E    | P    | PD | G    | E    | P    | PD   | G | E             | P             | PD            | G             | E | P     | PD    | G     | E     | P   | Rendimiento | GF      | GC      | Dif.    |         |         |         |         |
| ---------------------------- | ------------------- | ------------------- | ---- | ---- | ---- | ---- | -- | ---- | ---- | ---- | ---- | - | ------------- | ------------- | ------------- | ------------- | - | ----- | ----- | ----- | ----- | --- | ----------- | ------- | ------- | ------- | ------- | ------- | ------- | ------- |
| San Martín Argentina         | 1.ª                 | 2011-12             | 10   | 4    | 3    | 3    | -  | -    | -    | -    | -    | - | -             | -             | -             | -             | - | -     | 10    | 4     | 3     | 3   | 50%         | 10      | 12      | -2      |         |         |         |         |
| San Martín Argentina         | 1.ª                 | 2012-13             | 5    | 0    | 0    | 5    | -  | -    | -    | -    | -    | - | -             | -             | -             | -             | - | -     | 5     | 0     | 0     | 5   | 0%          | 2       | 11      | -9      |         |         |         |         |
| San Martín Argentina         | Total               | Total               | 15   | 4    | 3    | 8    | -  | -    | -    | -    | -    | - | -             | -             | -             | -             | - | -     | 15    | 4     | 3     | 8   | 33.34%      | 12      | 23      | -11     |         |         |         |         |
| Unión Argentina              | 1.ª                 | 2011-12             | 19   | 3    | 8    | 8    | 1  | 0    | 1    | 0    | -    | - | -             | -             | -             | -             | - | -     | 20    | 3     | 9     | 8   | 30%         | 18      | 32      | -14     |         |         |         |         |
| Unión Argentina              | 2.ª                 | 2012-13             | 21   | 6    | 10   | 5    | -  | -    | -    | -    | -    | - | -             | -             | -             | -             | - | -     | 21    | 6     | 10    | 5   | 44.44%      | 29      | 29      | +0      |         |         |         |         |
| Unión Argentina              | Total               | Total               | 40   | 9    | 18   | 13   | 1  | 0    | 1    | 0    | -    | - | -             | -             | -             | -             | - | -     | 41    | 9     | 19    | 13  | 37.4%       | 47      | 61      | -14     |         |         |         |         |
| O'Higgins · Chile            | 1.ª                 | 2014-A              | 17   | 6    | 5    | 6    | 4  | 3    | 0    | 1    | -    | - | -             | -             | -             | -             | - | -     | 21    | 9     | 5     | 7   | 50.8%       | 36      | 36      | +0      |         |         |         |         |
| O'Higgins · Chile            | 1.ª                 | 2015-C              | 3    | 1    | 0    | 2    | -  | -    | -    | -    | -    | - | -             | -             | -             | -             | - | -     | 3     | 1     | 0     | 2   | 33.33%      | 3       | 6       | -3      |         |         |         |         |
| O'Higgins · Chile            | Total               | Total               | 20   | 7    | 5    | 8    | 4  | 3    | 0    | 1    | -    | - | -             | -             | -             | -             | - | -     | 24    | 10    | 5     | 9   | 48.61%      | 39      | 42      | -3      |         |         |         |         |
| Quilmes Argentina            | 1.ª                 | 2015                | 13   | 9    | 2    | 2    | 2  | 1    | 1    | 0    | -    | - | -             | -             | 1             | 0             | 0 | 1     | 16    | 10    | 3     | 3   | 68.75%      | 23      | 13      | +10     |         |         |         |         |
| Quilmes Argentina            | 2.ª                 | 2019-20             | 6    | 2    | 2    | 2    | -  | -    | -    | -    | -    | - | -             | -             | -             | -             | - | -     | 6     | 2     | 2     | 2   | 44.44%      | 6       | 7       | -1      |         |         |         |         |
| Quilmes Argentina            | 2.ª                 | 2020-T              | 10   | 6    | 2    | 2    | -  | -    | -    | -    | -    | - | -             | -             | -             | -             | - | -     | 10    | 6     | 2     | 2   | 66.67%      | 13      | 9       | +4      |         |         |         |         |
| Quilmes Argentina            | 2.ª                 | 2021                | 37   | 18   | 12   | 7    | -  | -    | -    | -    | -    | - | -             | -             | -             | -             | - | -     | 37    | 18    | 12    | 7   | 59.46%      | 50      | 35      | +15     |         |         |         |         |
| Quilmes Argentina            | Total               | Total               | 66   | 35   | 18   | 13   | 2  | 1    | 1    | 0    | -    | - | -             | -             | 1             | 0             | 0 | 1     | 69    | 36    | 19    | 14  | 61.35%      | 92      | 64      | +28     |         |         |         |         |
| Racing Club Argentina        | 1.ª                 | 2016                | 16   | 6    | 6    | 4    | 2  | 1    | 0    | 1    | 10   | 3 | 5             | 2             | -             | -             | - | -     | 28    | 10    | 11    | 7   | 48.81%      | 46      | 38      | +8      |         |         |         |         |
| Racing Club Argentina        | Total               | Total               | 16   | 6    | 6    | 4    | 2  | 1    | 0    | 1    | 10   | 3 | 5             | 2             | -             | -             | - | -     | 28    | 10    | 11    | 7   | 48.81%      | 46      | 38      | +8      |         |         |         |         |
| Tigre Argentina              | 1.ª                 | 2016-17             | 9    | 2    | 1    | 6    | 1  | 0    | 1    | 0    | -    | - | -             | -             | -             | -             | - | -     | 10    | 2     | 2     | 6   | 26.67%      | 12      | 19      | -7      |         |         |         |         |
| Tigre Argentina              | Total               | Total               | 9    | 2    | 1    | 6    | 1  | 0    | 1    | 0    | -    | - | -             | -             | -             | -             | - | -     | 10    | 2     | 2     | 6   | 26.67%      | 12      | 19      | -7      |         |         |         |         |
| Gimnasia y Esgrima Argentina | 1.ª                 | 2017-18             | 12   | 2    | 3    | 7    | -  | -    | -    | -    | -    | - | -             | -             | -             | -             | - | -     | 12    | 2     | 3     | 7   | 25%         | 6       | 17      | -11     |         |         |         |         |
| Gimnasia y Esgrima Argentina | Total               | Total               | 12   | 2    | 3    | 7    | -  | -    | -    | -    | -    | - | -             | -             | -             | -             | - | -     | 12    | 2     | 3     | 7   | 25%         | 6       | 17      | -11     |         |         |         |         |
| Patronato Argentina          | 1.ª                 | 2022                | 27   | 11   | 7    | 9    | 15 | 6    | 3    | 6    | -    | - | -             | -             | -             | -             | - | -     | 42    | 17    | 10    | 15  | 48.42%      | 49      | 50      | -1      |         |         |         |         |
| Patronato Argentina          | Total               | Total               | 27   | 11   | 7    | 9    | 15 | 6    | 3    | 6    | -    | - | -             | -             | -             | -             | - | -     | 42    | 17    | 10    | 15  | 48.42%      | 49      | 50      | -1      |         |         |         |         |
| Cerro Porteño Paraguay       | 1.ª                 | 2023-A              | 19   | 10   | 6    | 3    | -  | -    | -    | -    | 10   | 5 | 1             | 4             | -             | -             | - | -     | 29    | 15    | 7     | 7   | 59.77%      | 47      | 42      | +5      |         |         |         |         |
| Cerro Porteño Paraguay       | 1.ª                 | 2023-C              | 1    | 0    | 0    | 1    | -  | -    | -    | -    | -    | - | -             | -             | -             | -             | - | -     | 1     | 0     | 0     | 1   | 0%          | 1       | 3       | -2      |         |         |         |         |
| Cerro Porteño Paraguay       | Total               | Total               | 20   | 10   | 6    | 4    | -  | -    | -    | -    | 10   | 5 | 1             | 4             | -             | -             | - | -     | 30    | 15    | 7     | 8   | 57.78%      | 48      | 45      | +3      |         |         |         |         |
| Sarmiento Argentina          | 1.ª                 | 2023                | -    | -    | -    | -    | 4  | 1    | 2    | 1    | -    | - | -             | -             | -             | -             | - | -     | 4     | 1     | 2     | 1   | 41.67%      | 1       | 1       | +0      |         |         |         |         |
| Huracán Argentina            | 1.ª                 | 2024                | -    | -    | -    | -    | 6  | 1    | 1    | 4    | -    | - | -             | -             | -             | -             | - | -     | 6     | 1     | 1     | 4   | 22.23%      | 4       | 8       | -4      |         |         |         |         |
| Huracán Argentina            | Total               | Total               | -    | -    | -    | -    | 6  | 1    | 1    | 4    | -    | - | -             | -             | -             | -             | - | -     | 6     | 1     | 1     | 4   | 22.23%      | 4       | 8       | -4      |         |         |         |         |
| Atlético Tucumán Argentina   | 1.ª                 | 2024                | 27   | 11   | 7    | 9    | 8  | 2    | 2    | 4    | -    | - | -             | -             | -             | -             | - | -     | 35    | 13    | 9     | 13  | 45.71%      | 40      | 45      | -5      |         |         |         |         |
| Atlético Tucumán Argentina   | 1.ª                 | 2025                | 4    | 1    | 0    | 3    | -  | -    | -    | -    | -    | - | -             | -             | -             | -             | - | -     | 4     | 1     | 0     | 3   | 25%         | 2       | 8       | -6      |         |         |         |         |
| Atlético Tucumán Argentina   | Total               | Total               | 31   | 12   | 7    | 12   | 8  | 2    | 2    | 4    | -    | - | -             | -             | -             | -             | - | -     | 39    | 14    | 9     | 16  | 43.59%      | 42      | 53      | -11     |         |         |         |         |
| Sarmiento Argentina          | 1.ª                 | 2025                | 2    | 1    | 1    | 0    | -  | -    | -    | -    | -    | - | -             | -             | -             | -             | - | -     | 2     | 1     | 1     | 0   | 66.67%      | 3       | 2       | +1      |         |         |         |         |
| Sarmiento Argentina          | Total               | Total               | 2    | 1    | 1    | 0    | 4  | 1    | 2    | 1    | -    | - | -             | -             | -             | -             | - | -     | 6     | 2     | 3     | 1   | 50%         | 4       | 3       | +1      |         |         |         |         |
| Total en su carrera          | Total en su carrera | Total en su carrera | 258  | 99   | 75   | 84   | 43 | 15   | 11   | 17   | 20   | 8 | 6             | 6             | 1             | 0             | 0 | 1     | 322   | 122   | 92    | 108 | 47.41%      | 401     | 423     | -22     |         |         |         |         |
| 1. 2. 3.                     |                     |                     |      |      |      |      |    |      |      |      |      |   |               |               |               |               |   |       |       |       |       |     |             |         |         |         |         |         |         |         |

#### Resumen estadístico
| Competición                   | Partidos | Ganados | Empatados | Perdidos | %      | Resultado        |
| ----------------------------- | -------- | ------- | --------- | -------- | ------ | ---------------- |
| Primera B Nacional            | 74       | 32      | 26        | 16       | 54.95% | Subcampeón       |
| Primera División de Argentina | 145      | 50      | 38        | 57       | 43.22% | 8.º lugar        |
| Copa Argentina                | 13       | 6       | 6         | 1        | 61.53% | Campeón          |
| Copa de la Liga Profesional   | 25       | 6       | 5         | 14       | 30.67% | 6.º lugar        |
| Primera División de Chile     | 20       | 7       | 5         | 8        | 43.33% | 8.º lugar        |
| Primera División de Paraguay  | 20       | 10      | 6         | 4        | 60%    | Subcampeón       |
| Copa Bicentenario             | 1        | 0       | 0         | 1        | 0%     | Subcampeón       |
| Copa Chile                    | 4        | 3       | 0         | 1        | 75%    | Fase de grupos   |
| Copa Libertadores             | 20       | 8       | 6         | 6        | 50%    | Octavos de final |
| TOTAL                         | 322      | 122     | 92        | 108      | 47.41% | 1 Título         |

## Palmarés

### Como futbolista

#### Campeonatos internacionales
| Título                    | Club               | Sede    | Año  |
| ------------------------- | ------------------ | ------- | ---- |
| Copa Intertoto de la UEFA | Fulham FC          | Londres | 2002 |
| Copa Suruga Bank          | Arsenal de Sarandí | Osaka   | 2008 |

#### Distinciones individuales
- Goleador de Gimnasia (LP) en el Apertura 2001 con 11 tantos en 17 partidos.
- Goleador de Gimnasia (LP) en el Clausura 2002 con 12 tantos en 17 partidos.
- Goleador de Racing Club en el Apertura 2006 con 8 tantos.
- Goleador de Racing Club en el Clausura 2007 con 8 tantos.
- Goleador de Racing Club en el Apertura 2007 con 8 tantos.
- Goleador de Racing Club en el Clausura 2008 con 4 tantos.
- Fue el único goleador de Racing Club en todos los torneos que disputó.
- El 26 de diciembre de 2014, se crea la filial de Racing Club en Jujuy "Facundo Sava" reconociendo su presencia en los difíciles momentos vividos por el club de Avellaneda, principalmente en la promoción contra Belgrano de Córdoba en el año 2008.

### Como entrenador

#### Campeonatos nacionales
| Título         | Club      | País      | Año  |
| -------------- | --------- | --------- | ---- |
| Copa Argentina | Patronato | Argentina | 2022 |